# Сибила Саксонска
Вижте пояснителната страница за други личности с името Сибила Саксонска.
Сибила Саксонска (на немски: Sybille von Sachsen, * 2 май 1515 във Фрайберг, † 18 юли 1592 в Букстехуде) от Алберинската линия на Ветините е саксонска принцеса, по съпруг — херцогиня на Саксония-Лауенбург.
Тя е най-възрастната дъщеря на саксонския херцог Хайнрих IV Благочестиви (1473–1541) и принцеса Катарина Меклембургска (1487–1561), която е дъщеря на меклембургския херцог Магнус II.
На 8 февруари 1540 г., в Дрезден, Сибила се омъжва за Франц I Сакс-Лаунбургски (1510-1581), който през 1543 г. става херцог на Саксония-Лауенбург.
От брака им се раждат:
- Албрехт (1542–1544)
- Доротея (1543–1586)

∞ 1570 херцог Волфганг от Брауншвайг-Грубенхаген (1531–1595)
- Магнус II (1543–1603), херцог на Саксония-Лауенбург

∞ 1568 принцеса София Васа от Швеция (1547–1611)
- Франц II (1547–1619), херцог на Саксония-Лауенбург

∞ 1. 1574 принцеса Маргарета от Померания (1553–1581)
∞ 2. 1582 принцеса Мария от Брауншвайг-Волфенбютел (1566–1626)
- Хайнрих (1550–1585), княз архиепископ на Бремен (1567–1585)

∞ 1575 Анна фон Бройч
- Мориц (1551–1612), херцог на Саксония-Лауенбург

∞ 1581 (разведен 1582) Катарина фон Шпьорк
- Урсула (1545–1620)

∞ 1580, херцог Хайнрих от Брауншвайг-Даненберг (1533–1598)
- Фридрих (1554–1586), каноник на Кьолн и Бремен
- Сидония Катарина († 1594)

∞ 1. 1567 херцог Вацлав III Адам фон Цешин (1524–1579)
∞ 2. 1586 Емерих III Форгах, обергеспан на Трентчин